# Corazón (álbum de Santana)
Corazón es un álbum de estudio de Santana publicado por Sony Music el 6 de mayo de 2014. Los productores ejecutivos de dicho álbum son Clive Davis, Carlos Santana, Afo Verde, Michael Vrionis y Tom Corson.
Se trata de un álbum que incluye versiones de canciones como "Oye Como Va", de Tito Puente, "La Flaca", del grupo español Jarabe de Palo, y "Mal Bicho", del grupo argentino Los Fabulosos Cadillacs, y temas nuevos como "Yo Soy La Luz" y "I See Your Face". Entre los músicos invitados se encuentran Gloria Estefan, Juanes, Diego Torres y Wayne Shorter.
"Corazón" llegó al puesto 1 en las listas de álbumes de Rock, de Música Latina y de Pop Latino, al puesto 23 en la lista de álbumes digitales, al puesto 24 en las listas de Canadá y al puesto 9 de Billboard en Estados Unidos.

## Canciones
1. "Saideira" (Versión en Español) (Samuel Rosa/Rodrigo Leao) (Invitado: Samuel Rosa)- 3:55
2. "La Flaca" (Pau Donés) (Invitado: Juanes) - 4:10
3. "Mal Bicho" (Flavio Oscar Cianciarulo) (Invitados: Los Fabulosos Cadillacs) (Voz líder: Vicentico) - 3:37.
4. "Amor Correspondido (Feel It Coming Back)" (Rafal Esparza-Ruiz/Yoel Henríquez) (Invitado: Diego Torres) - 4:09
5. "Una Noche en Nápoles (Una Notte a Napoli)" (Thomas Mack Lauderdale/China F. Forbes) (Invitadas: Lila Downs,
Niña Pastori y Soledad Pastorutti) - 4:29
6. "Besos de Lejos (Beijo de Longe)" (Teofilo Chantre/Gerard Mendes) (Invitada: Gloria Estefan) - 4:16
7. "Margarita" (Romeo Santos) (Invitado: Romeo Santos) - 4:01
8. "Indy" (Miguel Pimentel) (Invitado: Miguel) - 3:26
9. "Oye 2014" (Ernest "Tito" Puente/Niles Holloway-Dhar/Armando Christian Pérez) (Invitado: "Pitbull") - 3:22
10. "Yo Soy La Luz" (Carlos Santana) (Invitados: Wayne Shorter y Cindy Blackman Santana) - 4:06
11. "I See Your Face" (Bola Sete) - 1:18
12. "Iron Lion Zion" (Bob Marley) (Invitados: Ziggy Marley y "ChocQuibTown") - 4:30
La versión internacional del álbum incluye una lista diferente de canciones:
1. "Saideira" (Versión en español).
2. "La Flaca".
3. "Mal Bicho".
4. "Oye 2014".
5. "Iron Lion Zion".
6. "Una Noche en Nápoles".
7. "Besos de Lejos".
8. "Margarita".
9. "Indy".
10. "Feel It Coming Back".
11. "Yo Soy La Luz".
12. "I See Your Face".

## Músicos
- Carlos Santana: Guitarras, percusión, voces y producción.

- Tommy Anthony, Tim Pierce, Emily Estefan y Miguel Pimentel: Guitarras.

- Flavio Cianciarulo: Guitarras y bajo.

- Benny Rietveld: Bajo.

- David K. Mathews, Zac Rae y Mario Siperman: Teclados.

- Lester Méndez: Programación de teclados.

- Dennis Chambers, Fernando Ricciardi y Cindy Blackman Santana: Batería.

- Josh Connolly: Programación de batería.

- Karl Perazzo, Raul Rekow, Paoli Mejías, Julio Ramos (Uruguay) y Laercio Da Costa: Percusión.

- Sergio Rotman, Dave Pozzi y Wayne Shorter: Saxofón.

- Bill Ortiz, Daniel Lozano y Harry Kim: Trompetas.

- Jeff Cressman y David Stout: Trombones.

- Pedro Alfonso: Violín.

- Larissa Nascimento, Jovany Javier. Ximena Muñoz, Tony Lindsay y Andy Vargas: Coros.